# Virgin Steele
Virgin Steele é uma banda de heavy metal estadunidense formada em 1981 pelo guitarrista Jack Starr e o vocalista David DeFeis. Atualmente, a banda é liderada apenas por DeFeis.

## História
A banda se formou em 1981, quando o guitarrista Jack Starr, junto com o baterista Joey Ayvazian, procurava um vocalista para sua banda. Encontrou-se com o vocalista e tecladista David DeFeis, que depois de fazer uma audição, juntou-se a Jack e Joey, trazendo também o baixista Joe O'Reilly. E com essa formação, o Virgin Steele lançou seu primeiro álbum, Virgin Steele I em dezembro de 1981. O álbum mistura o heavy metal com elementos de hard rock oitentista. Em 1983, saiu o segundo álbum, Guardians of the Flame, um álbum mais amadurecido e mais voltado para o heavy metal e com uma produção melhor que o antecessor.
Após o segundo álbum, Jack Starr e David DeFeis passaram a discordar sobre os rumos musicais que a banda deveria tomar, o que dificultou a relação dos dois músicos. David achou que era melhor continuar sem Jack e chamou para tocar com a banda o guitarrista Edward Pursino, com quem já havia feito algumas jams. Jack não aceitou que David continuasse com o nome Virgin Steele e tentou tirá-lo de David na Justiça. David, no entanto, ganhou e pôde continuar com o Virgin Steele sem Jack.
Com a nova formação, o Virgin Steele lançou, em 1986, Noble Savage. Com Edward, a banda ganhou uma sonoridade mais versátil com belos riffs de heavy metal, ainda assim sem se desprender totalmente do hard rock. Apesar de a banda ter tido muitas expectativas no álbum, ele acabou não vendendo como esperava-se. Em 1988, o grupo lançou seu quarto álbum, Age of Consent. Na época das gravações, o baixista Joe O'Reilly estava doente e acabou não gravando o álbum, sendo o baixo gravado por David DeFeis, usando teclados, e Edward Pursino. Joe deixa a banda em seguida. Bem mais voltado pro hard rock que seu antecessor, o álbum também não teve grande repercussão, apesar de ser considerado hoje um clássico pelos fãs. Em 1993, a banda lança Life Among the Ruins deixando o heavy metal praticamente de lado e fazendo um álbum totalmente hard rock. O disco tem como novidade o ingresso do baixista Rob Demartino na banda.
Em 1994, a banda volta ao heavy metal com The Marriage of Heaven and Hell Part 1 e, em 1995, surge The Marriage of Heaven and Hell Part 2 Os dois álbuns mostram um heavy metal tradicional. Suas letras falam de diversas mitologias, tais como a grega, nórdica e também os mitos cristãos. Os álbuns são considerados até hoje como dos melhores de banda pelos fãs. Os Marriages também marcaram a saída do baterista Joey Avayzian da banda. Para seu lugar, a banda chamou Frank Gilchriest, que continua até os dias atuais.
Em 1998, foi lançado Invictus. Este é o álbum mais pesado e agressivo do Virgin Steele. Com Frank na bateria, a banda ganhou mais versatilidade e passou a fazer músicas mais rápidas. Novamente falando de mitologia, com esse álbum a banda encerrou uma trilogia junto com os Marriages. Rob Demartino, que também não gravou os Marriages, deixa a banda após o Invictus. Com Edward gravando os baixos em estúdio, assim como nos Marriages, a banda lança, em 1999, The House of Atreus Act I, a primeira parte de uma ópera metálica. Em 2000, saiu sua segunda parte, The House of Atreus Act II, que em 2019 a Metal Hammer elegeu como o 12º melhor álbum de power metal de todos os tempos.. Esses álbuns são a obra mais complexa do Virgin Steele. Cheia de variações, passagens instrumentais e lentas e uma complexidade musical enorme essa obra mostra o lado mais progressivo da banda, com grande influência de música clássica misturada aos elementos Heavy Metal da banda.
Em 2002, a banda lançou uma coletânea chamada Hymns to Victory que reúne os melhores clássicos da banda a partir do Noble Savage, além de algumas inéditas de diferentes épocas da banda. E, também em 2002, saiu The Book of Burning um disco com músicas dos dois primeiros álbuns regravadas pela formação atual e músicas inéditas. Após esses lançamentos, o baixista Josh Block se juntou à banda. Em 2006, a banda lançou o álbum Visions of Eden e em outubro de 2010 foi lançado seu último álbum, batizado The Black Light Bacchanalia. 
Em 2015 a banda lança o álbum Nocturnes of Hellfire & Damnation. São lançadas 3 versões diferentes do álbum: simples, digipack duplo e vinil duplo, cada um com uma capa diferente. Em meio à severas críticas ao álbum, o baterista Frank Gilchriest anuncia em uma entrevista que não participou de nenhuma gravação da banda desde 2005 e estaria deixando a banda. A bateria no álbum é creditada ao vocalista e tecladista David Defeis.

## Membros

### Formação atual
- David DeFeis - vocais e teclados
- Edward Pursino - guitarras
- Josh Block - baixo, guitarras
- Frank Gilchrist - bateria

### Ex-integrantes
- Jack Starr - guitarra
- Joe O'Reilly - baixo
- Joey Ayvazian - bateria
- Rob Demartino - baixo

## Discografia
- Virgin Steele I, 1982
- Guardians of the Flame, 1983
- Noble Savage, 1986
- Age of Consent, 1988
- Life Among the Ruins, 1993
- The Marriage of Heaven & Hell: Part I, 1994
- The Marriage of Heaven & Hell: Part II, 1995
- Invictus, 1998
- The House of Atreus: Act I, 1999
- The House of Atreus: Act II, 2000
- Hymns to Victory, 2002
- The Book of Burning, 2002
- Visions of Eden, 2006
- The Black Light Bacchanalia, 2010
- Nocturnes of Hellfire & Damnation, 2015
- Ghost Harvest Vintage I: Black Wine For Mourning, 2018
- Ghost Harvest Vintage II: Red Wine For Warning, 2018
- Gothic Voodoo Anthens, 2018